# Paşaköy, İpsala
Paşaköy là một xã thuộc huyện İpsala, tỉnh Edirne, Thổ Nhĩ Kỳ. Dân số thời điểm năm 2011 là 1.168 người.